# Erato (casa discografica)
L'Erato è un'etichetta discografica francese, fondata da Philippe Loury nel 1953, che ottenne il successo soprattutto con registrazioni di musica antica e barocca.

## Storia
L'Erato, che prende il nome dalla Musa greca della poesia lirica (sebbene l'iniziale scelta per il logo sia una sigma e non una E), nasce nel 1953 da un'idea di Philippe Loury, già a capo delle edizioni musicali Costallat. I primi dischi commercializzati contengono registrazioni in licenza dell'orchestra Haydn Society of Boston. Successivamente, nel 1954, l'Erato pubblica la registrazione di una composizione all'epoca poco nota: il Te Deum di Marc-Antoine Charpentier con l'orchestra Les Jeunesses Muslcales. Il disco, prodotto da Michel Garcin, ottiene uno straordinario successo di vendite. In seguito a questo fatto Loury decide di assumere Michel Garcin, che diventerà produttore e direttore editoriale della casa discografica.
Il budget iniziale dell'Erato è scarso e non le consente di realizzare registrazioni di artisti già famosi. Nel giugno di quello stesso anno Garcin propone a Jean-François Paillard, allora ancora studente di conservatorio, di registrare con un suo piccolo ensemble alcune musiche di autori francesi del XVIII secolo, a quel tempo sconosciute presso il grande pubblico. Il risultato è una rivelazione per gli appassionati di musica di tutto il mondo. Michel Garcin propone dunque a Jean-François Paillard di registrare altri due dischi: uno con i concerti per violino di Jean-Marie Leclair con Huguette Fernandez al violino e un altro con un trombettista allora totalmente sconosciuto, un certo Maurice André, con un concerto di Giuseppe Torelli. L'anno seguente è la volta della giovane Marie-Claire Alain, ingaggiata per la registrazione delle opere inedite di Johann Sebastian Bach.
Il successo dell'Erato è legato alla presenza di due uomini fuori dall'ordinario - Philippe Loury e Michel Garcin - che hanno compreso nella metà degli anni '50 qual era il percorso da intraprendere nella diffusione del repertorio barocco. Si aggiunga a ciò l'arrivo presso la casa discografica di una moltitudine di eccezionali artisti francesi che porteranno con sé il nome dell'etichetta discografica in ogni parte del mondo. Oltre ai musicisti già citati, ricordiamo il flautista Jean-Pierre Rampal, l'arpista Lily Laskine, l'oboista Pierre Pierlot, il clarinettista Jacques Lancelot, il violinista Gérard Jarry, il clavicembalista Robert Veyron-Lacroix, il fagottista Paul Hongne e molti altri ancora. Assieme a Jean-François Paillard questi grandi artisti daranno vita alla produzione e alla diffusione musicale che permetterà non solo alla Francia ma a tutta l'Europa la riscoperta dei tesori del repertorio barocco.
A dieci anni di distanza dalla fondazione dell'azienda, l'Erato diventa la casa discografica francese con il più ricco catalogo di musica barocca, con registrazioni che spaziano dalla musica da camera (con il Quintette à Vent Français, l'ensemble Baroque de Paris e il duo Jean-Pierre Rampal-Veyron Lacroix) all'organo (con l'integrale delle musiche organistiche di Johann Sebastian Bach eseguite da Marie-Claire Alain), dalla musica per clavicembalo (con Suzana Ruzickova e Robert Veyron-Lacroix) a una moltitudine di concerti tedeschi (Johann Sebastian Bach, Georg Philipp Telemann), italiani (Antonio Vivaldi, Tomaso Albinoni, Giuseppe Torelli) o francesi eseguiti del complesso di Jean-François Paillard, ma anche opere vocali con Fritz Werner e Stéphane Caillat.
La musica contemporanea francese è stata la seconda priorità dell'azienda e il merito è di Michel Garcin che ha sostenuto la musica contemporanea, con la registrazione, spesso in prima mondiale, delle opere di Francis Poulenc, Olivier Messiaen, Maurice Duruflé o Henri Dutilleux. Si può dire che nessuna casa discografica ha fatto tanto per la musica francese del XX secolo.
A metà degli anni sessanta l'Erato aggiungerà al suo catalogo anche artisti di origine non francese, come l'italiano Claudio Scimone, direttore de I Solisti Veneti, e lo svizzero Michel Corboz.
L'incisione nel 1973 dei Concerti brandeburghesi di Bach, realizzata da Jean-François Paillard con tutti gli artisti più importanti dall'Erato per commemorare il ventesimo anniversario della fondazione dell'azienda, raggiunge grandi successi di critica e di vendite. Si tratta dell'apogeo della storia dell'Erato, perché è da allora che inizierà il suo inarrestabile declino.
Dopo il 1975, l'arrivo di una nuova generazione di artisti di minor rilievo e l'orientamento intrapreso dalla dirigenza dell'azienda nell'orientarsi sulla produzione di dischi di opere con Alain Lombard, poi rivelatesi troppo costose, iniziano ad indebolire l'azienda dal punto di vista finanziario. Il fatto di allentare la produzione di dischi di musica barocca fa inoltre perdere di visibilità l'etichetta al pubblico di appassionati del genere, causando una significativa diminuzione delle vendite.
Nel 1980 Philippe Loury si ritira e la nuova direzione (Daniel Toscan du Plantier, al quale succederà Frédéric Sichler nel 1985) riorganizza interamente l'attività editoriale dell'azienda. Artisti di primo piano (come Maurice André, Jean-Pierre Rampal e Jean-François Paillard) vengono indotti a firmare con altre etichette, mentre la gestione riprende a scommettere sul repertorio barocco e sulle grandi opere.
Questa politica imprenditoriale porta rapidamente in rovina la casa. Già dal 1984 è necessario limitare il numero di dischi prodotti a 45 all'anno, inoltre vengono ridotti i contratti con i nuovi talenti. La dirigenza, chiaramente non all'altezza della situazione, è costretta a cedere il controllo dell'azienda in perdita alla Warner nel 1992.
In questa fase troviamo nuove registrazioni con Daniel Barenboim, Sir John Eliot Gardiner e gli English Baroque Soloists, William Christie e Les Arts Florissants, il pianista Hélène Grimaud, il mezzo-soprano Susan Graham e il clavicembalista Scott Ross, che porta a compimento l'edizione completa delle Sonate di Domenico Scarlatti. Prende anche il via il progetto di una nuova integrale delle Cantate di Johann Sebastian Bach eseguita da Ton Koopman e la sua Amsterdam Baroque Orchestra & Choir. Si tratta di un progetto ambizioso, che fino ad allora era stato realizzato solo da Teldec. Tuttavia, dopo alcuni cofanetti, le registrazioni vengono sospese dalla Warner. L'integrale sarà completata nel 2005 dallo stesso Koopman che creerà una propria etichetta discografica (l'Antoine Marchand, distribuita da Challenge Classics).
Un'ulteriore crisi nelle vendite e la mancanza di nuovi artisti a contratto induce la Warner alla chiusura definitiva dell'etichetta discografica nel maggio del 2001.
Attualmente le registrazioni dello storico catalogo Erato continuano ad essere ristampate in CD dalla Warner Classics, anche nella serie economica "Apex".
Nel 2013, in seguito all'acquisizione di EMI Classics da parte della Warner, l'etichetta discografica Virgin Classics (facente parte del gruppo EMI) è confluita all'interno del catalogo Erato.

## I dischi pubblicati in Italia
All'epoca del vinile l'Erato era stampata e distribuita in Italia dalla RCA Italiana. Erano disponibili varie collane, tra le quali ricordiamo la serie con codice di catalogo STU, la collana "Fiori musicali" (codice di catalogo EFM) e la collana "Duetto" in due LP (codice di catalogo DUE). Molte registrazioni sono state stampate anche all'interno della collana economica Lineatre della RCA.